# Linze
Linze är ett härad i Zhangyes stad på prefekturnivå i provinsen Gansu i nordvästra Kina.
Linze är indelat i sju köpingar och sex administrativa enheter på sockennivå.
Köpingar (zhen):

- Banqiao (板桥镇)
- Liaoquan (蓼泉镇)
- Nijiaying (倪家营镇)
- Pingchuan (平川镇)
- Shahe (沙河镇)
- Xinhua (新华镇)
- Yanuan (鸭暖镇)

Områden på sockennivå:
- Guoying Linze Nongchang jordbruk (国营临泽农场)
- Liangzhong Fanzhi Chang jordbruk (良种繁殖场)
- Shahe Linchang skogsbruk (沙河林场)
- Wuquan Linchang skogsbruk (五泉林场)
- Xiaoquan Zizhi Shazhan sandkontrollstation (小泉子治沙站)
- Yuanyichang trädgård (园艺场)